# Калиник Преспански и Охридски
Калиник (на гръцки: Καλλίνικος Πρεσπών – Αχριδών, Калиникос) е гръцки духовник, преспански и охридски митрополит от 1801 до 1843 година.

## Биография
Роден е в тракийското градче Галиполи. През септември 1801 година е избран и по-късно ръкоположен за преспански и охридски митрополит. Калиник заема митрополитската катедра в Охрид на 15 март 1802 година. Според други източници той оглавява Охридската епархия в 1895 или в 1800 година. Митрополитът, стремейки се да спечели благоразположението на българското си паство, оставя свободно да се служи и проповядва в църквите на църковнославянски език. Свещеници четат Евангелието, а ученици Апостола на български дори и в негово присъствие.
Калиник развива учебното дело в града. Когато пристига, в града има само един първоначален учител на име Герасим. По думите на Кузман Шапкарев:
| „ | Той владика, родом от Калипол, макар и немного учен, но много ученолюбив, постарал се да ги въздигне пак на първата им височина и сполучил в целта си така, щото при учителствуванието на горепоменатите учители, а особено на пок. Д. Миладинова, охридските училища пак и отново процъфнали. | “ |

В 1835 година подпомага финансово изграждането на църквата „Свети Георги“ в Струга. По инициатива на Калиник в Охрид е създадена училищна каса, с чийто приход се поддържат охридските училища.
Калиник се скарва с охридските първенци, които заедно с Шериф ага успяват да му издействат трикратно заточение, от което обаче Калиник винаги се връща, тъй като се ползва с подкрепата на тогавашния васален охридски управител Джелядин бег. В крайна сметка се оттегля в преспанското село Янковец, където умира и е погребан през април 1843 година. Богатата си библиотека не завещва на охридските училища, а на родния си Галиполи, а имуществото му наследява незаконният му син Стефан Владиков, предал по-късно Димитър Миладинов. Син на Стефан Владиков е сърбоманинът Темко Попов.
Шапкарев пише за него:
| „ | Той бил човек ученолюбив и много остроумен, лишен от свирепостите на днешните гръцки владици, каквито обаче и не били нужни тога да се развиват, ако би да съществували у него, тъй като никой не смеел да му противостои, при Джелядинбеговото всемогъще покровителство. Калиник много обичал салтаната. Не е бил никак сребролюбив, та затова и не глобел епархиотите си. Едничкийт, но най-лошийт истов порок бил на младите му години блудството. Той имал незаконни, любовни сношения с жените на някои от по-първите в града семейства, поп Алексиовски и поп Стефаниовски, които или преоблечени в мъжки дрехи довеждал в митрополията, или сам той отивал у домовете им да спи. А често те дохождали му и официално, на визита уж, с всем чадом и домом; а мъжите им, повечето свещеници, били от ближните му любимци, които залъгвал с титули и по-отлични уж служебни почести. На поп Алесксиовската фамилия принадлежеше поменутата попадия Димитрова, с която незаконно родил е една мома, Зографина, и един син, Стефания. Още две сестри поп Алексиовски, Наумка и Ката Заройчини, мъжите на които бяха на владичка служба, макар и миряни. | “ |